# Échemines
Échemines é uma comuna francesa na região administrativa de Grande Leste, no departamento de Aube. Estende-se por uma área de 18,2 km². Em 2010 a comuna tinha 95 habitantes (densidade: 5,2 hab./km²).